# Busoni (Burundi)
Busoni è un comune del Burundi situato nella provincia di Kirundo con 145.424 abitanti (censimento 2008).

## Geografia antropica

### Suddivisioni amministrative
Il comune è suddiviso in 42 colline.